# Sarah Jane Ranieri
Sarah Jane Ranieri (Londra, 31 luglio 1977) è una conduttrice radiofonica italiana.

## Biografia
Inizia a fare radio nel gennaio 2007 su suggerimento di Fabio Volo, a seguito di una telefonata alla trasmissione Il Volo del mattino. Ha iniziato così a lavorare a Radio Enea, Lavinio, come speaker responsabile commerciale, trasferendosi poi in Sardegna nel 2008, dove ha lavorato come speaker in una radio algherese, Radio Onda Stereo.
Nel 2010 ha partecipato al concorso "Un giorno da Deejay", indetto da Radio Deejay, debuttando così sulla radio milanese in coppia con Frank, con il quale ha condotto gli spazi del weekend. Durante l'estate, entra a far parte del palinsesto giornaliero dell'emittente, trasmettendo dal lunedì al sabato a partire dalle 17, esperienza ripetuta anche nelle estati del 2011 e 2012. A partire dal settembre 2010 conduce, nel weekend del sabato e della domenica, il contenitore Weejay, confermato anche nella stagione 2011/2012.
Nell'ottobre 2011 partecipa alla sitcom Via Massena, trasmessa da Deejay TV, in veste di se stessa.

A partire dal settembre 2012 è passata alla conduzione della fascia del mattino del weekend, conducendo il magazine Megajay. Sempre nello stesso periodo ha presentato in veste di cantante per Radio Deejay l'evento "Rolex Cup" in Portofino, e nel mese di ottobre ha presentato il concorso letterario "Il mio libro" a Milano. Il 20 febbraio 2013 in occasione della partita di Champions League "Milan - Barcellona" ha svolto il ruolo di madrina per il FC Barcellona.

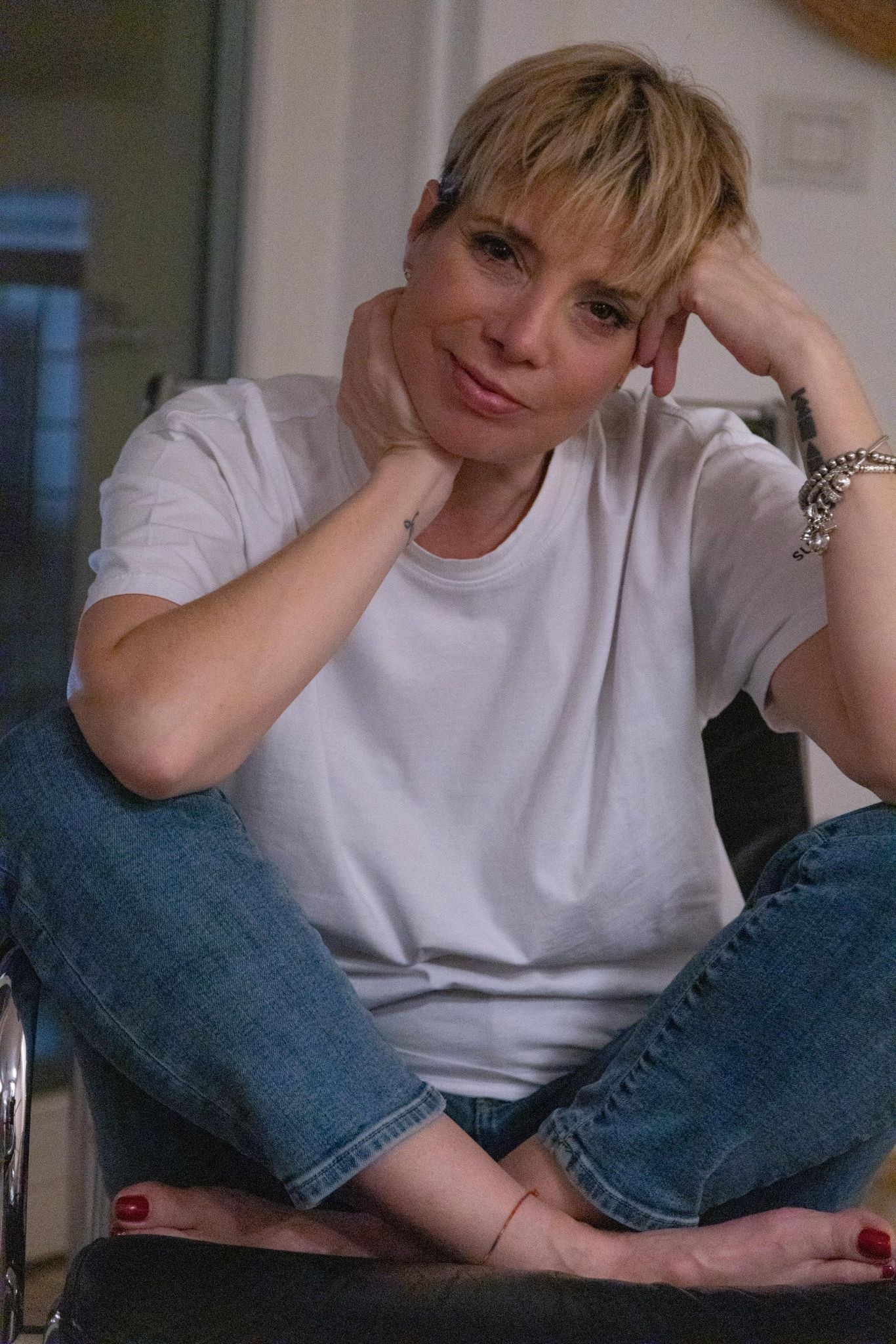

Dal 9 marzo 2013 è tornata alla conduzione di Weejay,. Nell'agosto 2013 è in onda ogni mattina tra le 7 e le 9.30 e nel palinsesto della domenica conduce la versione festiva di Deejay Summertime. A settembre 2013 ha presentato il concerto di Daniele Silvestri in piazza Roma ad Aprilia in occasione della festa della città. A Milano, nel mese di novembre 2014, dal 4 al 7, in occasione di Eicma (fiera del ciclo e motociclo) ha presentato in anteprima mondiale in lingua inglese ed italiana lo scooterone Quadro4, primo veicolo a quattro ruote.
Dalla stagione 2015/2016 ha condotto, nella fascia tardo-serale del weekend, una nuova trasmissione intitolata Gente della notte. Nel frattempo, presenta in giro per l'Italia gli eventi legati alla casa editrice Marcos y Marcos e conduce gli spettacoli satirici di Spinoza.it, Lercio.it e Lo Sgargabonzi sui palchi dell'Ohibò e dello Zelig. Nel 2017, sempre per Radio Deejay, ha collaborato con Vic e con Chicco Giuliani, con il quale, dal settembre dello stesso anno, conduce nel pomeriggio del weekend Megajay.
Il 30 luglio 2019 annuncia con un post su Facebook l'interruzione dopo 9 anni del suo rapporto professionale con Radio Deejay. Sarah spiega come  il suo addio sia dovuto a vari motivi, principalmente il  susseguirsi di nuovi impegni dopo la nascita del figlio e la mancanza di un accordo con l'emittente per il passaggio alla conduzione infrasettimanale. 
Successivamente ha avviato un percorso teatrale al Teatro Franco Parenti, portando in scena Every Brilliant Thing e successivamente cimentandosi nel genere comico. Parallelamente è attualmente docente presso il teatro stesso e collabora con Dynamo Camp come responsabile delle attività, facendo radio e teatro con i ragazzi ospiti del city camp.
Conduce la serata dell'ultimo dell'anno 2024 in Sardegna ad Alghero dinnanzi a 20000 persone in occasione del concerto dei Negramaro.

## Programmi radiofonici
- Weejay (2010-2012, 2013-2015)
- Capodanno con Frank e Sarah Jane (Radio Deejay, 2010-2016)
- Megajay (2012-2013, 2017-2019)
- Deejay Summertime (2013)
- The Sound of Summer (2014)
- Deejay in the Kitchen (2014)
- Gente della notte (2015-2017)